# 관계의 종말
《관계의 종말》(Pat Garrett and Billy the Kid)은 1973년 미국의 수정주의 서부극 영화로 샘 페킨파 감독이 감독하고 루디 워리처가 집필했으며 제임스 코번, 크리스 크리스토퍼슨, 리처드 재켈, 케이티 쥬라도, 칠리 윌스, 배리 설리번, 제이슨 로버즈, 밥 딜런이 주연을 맡았다. 이 영화는 부유한 뉴멕시코주 소떼들이 그의 오랜 친구 빌리 더 키드(크리스토퍼슨)를 끌어내리기 위해 법률가로 고용한 고령의 팻 개럿(코번)에 관한 것이다.
딜런은 이 영화에 대한 악보와 노래를 작곡했는데, 같은 해 사운드트랙 음반으로 발매된 〈Knockin' on Heaven's Door〉가 가장 두드러졌다. 멕시코 두랑고주의 로케이션 촬영으로, 영화음악상(딜런)과 가장 유망한 신인상(크리스토퍼슨) 2개 BAFTA 어워드 후보에 올랐다. 또한 그래미 어워드 최우수 오리지널 스코어(딜런) 후보에 올랐다.
이 영화는 페킨파와 스튜디오 메트로 골드윈 메이어의 막후 싸움으로 주목받았다. 완성 직후, 이 영화는 감독으로부터 빼앗기고 실질적으로 재편집되었고, 결과적으로 잘린 버전이 극장에 개봉되었고, 출연진과 제작진의 소유가 거의 없었다. 페킨파의 시사회는 1988년 비디오로 공개되어 재평가로 이어졌으며, 많은 비평가들은 이를 오용된 고전이자 이 시대 최고의 영화 중 하나라고 치켜세웠다. 《엠파이어》 잡지의 《역사상 가장 위대한 500대 영화》 순위에서 126위에 올라 있다.